# Palojoki by

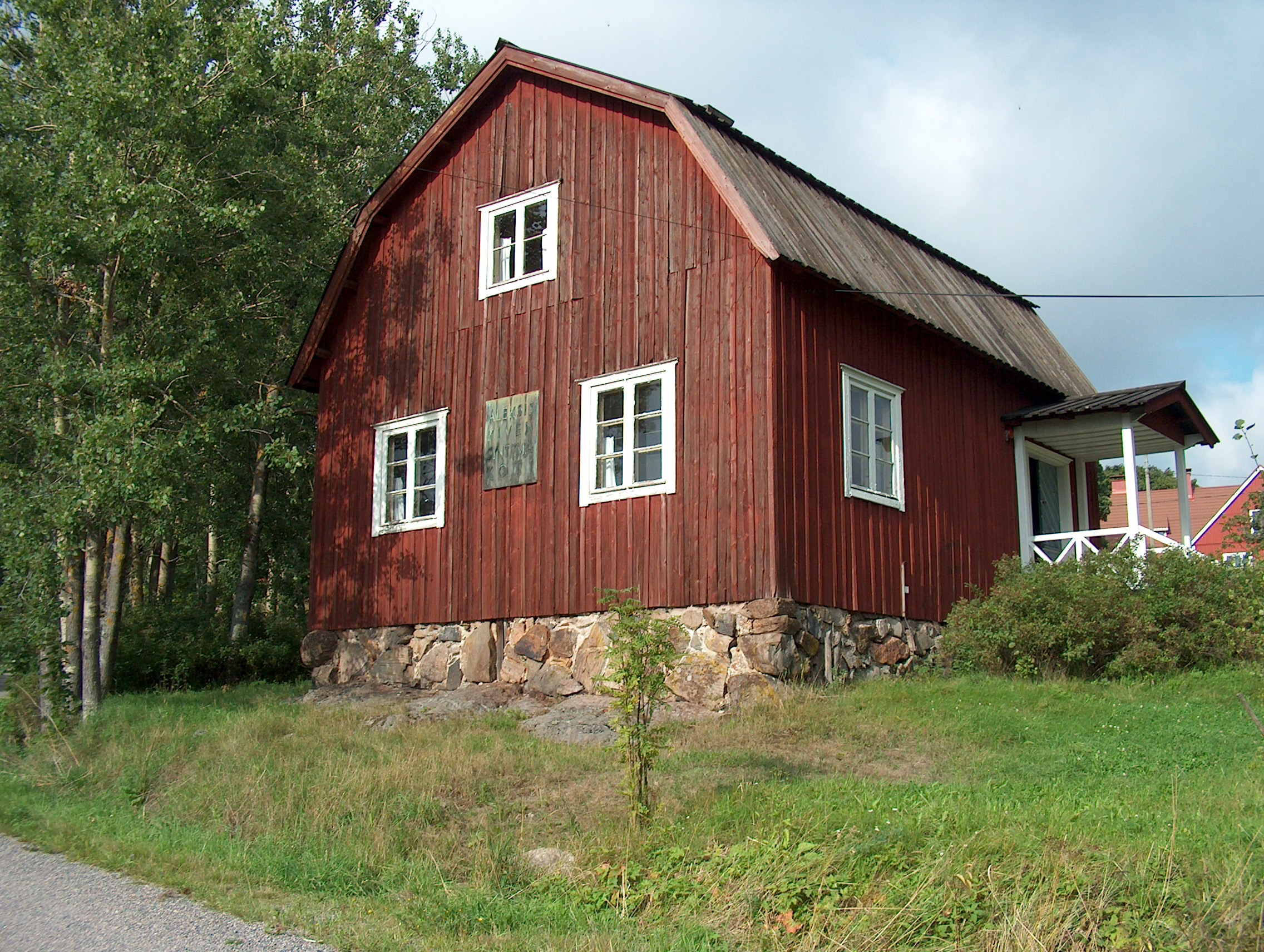
Stenvallsgården, Alexis Kivis födelsehem

Palojoki är en by 5 km sydöst om tätorten Nurmijärvi i landskapet Nyland i Finland. 
Författaren Aleksis Kivi föddes i föräldrarna Erik Johan Stenvall och Anna-Kristina Hambergs stuga i Palojoki, Stenvallsgården, som nu är ett museum.
Nära Alexis Kivis födelsehus ligger Taborbergets museiområde.